# Bitwa pod Santiago de Cuba

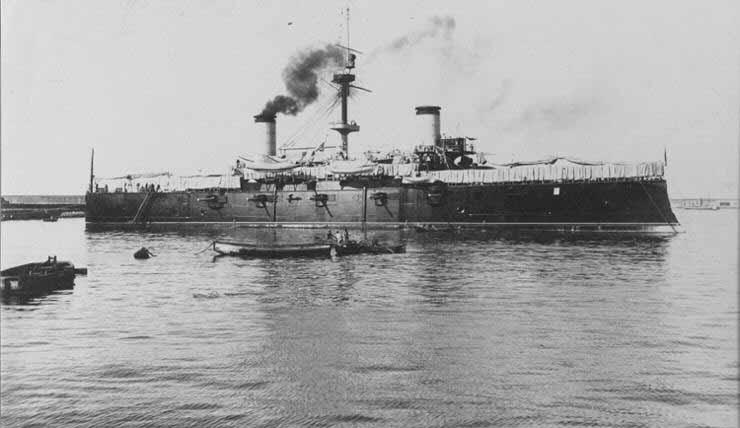
Krążownik „Cristóbal Colón”

Bitwa pod Santiago de Cuba – największa bitwa morska wojny amerykańsko-hiszpańskiej, stoczona 3 lipca 1898 u wybrzeży Kuby, zakończona zniszczeniem hiszpańskiej eskadry karaibskiej (znanej też jako Flota del Ultramar).

## Tło historyczne
Kuba była centrum amerykańskiej kampanii przeciwko Hiszpanii i terenem głównych walk wojny. Kilka miesięcy wcześniej, 15 lutego 1898 w porcie w Hawanie, wybuchł amerykański pancernik USS „Maine”. Wprawdzie eksplozję spowodował najprawdopodobniej samozapłon węgla w bunkrach okrętu, lecz prasa amerykańska oskarżyła Hiszpanię o atak na jednostkę USA, co stało się jednym z pretekstów wojny. Na Kubie Amerykanie zamierzali dać odpór hiszpańskiemu „imperializmowi” i osiągnąć większość militarnych celów tej wojny. Również Hiszpanie zdawali sobie sprawę, że Kuba jest najważniejszym teatrem działań wojennych tej wojny.
Jeszcze przed rozpoczęciem działań, z Hiszpanii wysłano na Kubę eskadrę okrętów, którą dowodził kontradmirał Pascual Cervera y Topete. W najlepszym wypadku Hiszpanie zamierzali zademonstrować swoją obecność w ich największej pozostającej im amerykańskiej kolonii, w najgorszym razie zmierzyć się z silną, lecz względnie niedoświadczoną marynarką USA. W przeciwieństwie do eskadry hiszpańskiej admirała Montojo, utraconej w bitwie w Zatoce Manilskiej, składającej się głównie ze starych nie opancerzonych okrętów, eskadra Cervery składała się z nowoczesnych okrętów pancernych, niemających nawet 10 lat. W eskadrze Cervery znajdowały się ponadto dwa zbudowane w Wielkiej Brytanii niszczyciele „Pluton” i „Furor”, które pomimo niewielkich rozmiarów, budziły postrach jako okręty torpedowe.
Z relacji, w tym własnych zapisków Cervery, wynika, że hiszpański admirał miał poczucie, że eskadra zmierza ku zagładzie. Okręty hiszpańskie cierpiały na pewne problemy techniczne. Część z nich, w tym krążownik pancerny „Vizcaya”, wymagało czyszczenia dna z obrastających je organizmów morskich, powodujących zwiększone opory obniżające prędkość. Większość artylerzystów miała małe doświadczenie w strzelaniu, a większość hiszpańskich dział Hontoria była już nieco przestarzała. Najlepiej opancerzony okręt – krążownik pancerny „Cristóbal Colón” (Krzysztof Kolumb) nie miał zamontowanych dział głównego kalibru 240 mm, mając zamiast nich drewniane atrapy (jego uzbrojenie stanowiło jedynie 10 dział 152 mm).
Cervera usiłował przekonać na początku roku hiszpańskie ministerstwo marynarki, że najlepszą strategią byłoby zwabienie amerykańskiej marynarki na Wyspy Kanaryjskie po drugiej stronie Atlantyku i stawianie tam oporu. Tam jego okręty mogłyby zostać poddane przeglądowi i remontowi, a następnie mogłyby być łatwo uzupełniane w amunicję z Hiszpanii i w razie potrzeby być wsparte przez okręty z metropolii. Z kolei amerykańska flota byłaby wyczerpana podróżą przez Atlantyk. Strategia ta popierana była przez wielu oficerów, lecz została odrzucona przez ministerstwo. Sam Cervera przewidywał w takiej sytuacji, że: „niczego nie można oczekiwać po tej ekspedycji poza totalnym zniszczeniem floty lub jej pośpiesznym i zdemoralizowanym powrotem”.
30 kwietnia Cervera wypłynął z Wysp Zielonego Przylądka na zachód. Wśród amerykańskiej opinii publicznej zapanowała panika odnośnie do zamiarów Hiszpanów – czy zaatakują oni miasta w większości niebronionego wschodniego wybrzeża, unikając spotkań z flotą amerykańską, czy podejmą działania rajderskie zwalczając żeglugę. Obawiano się nawet ostrzelania Waszyngtonu.
Podczas następnych kilku tygodni, eskadrze Cervery udawało się pomyślnie unikać spotkania ze zdezorientowaną amerykańską flotą, uzupełniając w międzyczasie węgiel i zapasy na wyspach Ameryki Środkowej. Amerykańska eskadra szukała go bezskutecznie między innymi na Puerto Rico. W końcu 29 maja krążownik „Cristóbal Colón” został zauważony przez eskadrę amerykańską na Kubie, w zatoce Santiago de Cuba i wymienił z nią strzały. Starcie stało się nieuniknione.

## Przed bitwą
z wyjątkiem eskadry Pacyfiku komandora George Dewey’a, toczącej kampanię na Filipinach (bitwa w Zatoce Manilskiej), prawie każdy okręt amerykańskiej US Navy znajdował się w okolicy lub w drodze na Kubę – jedynie garstka reaktywowanych monitorów z okresu amerykańskiej wojny domowej i kutrów Straży Przybrzeżnej (Coast Guard) pozostała do ochrony amerykańskiego wybrzeża.

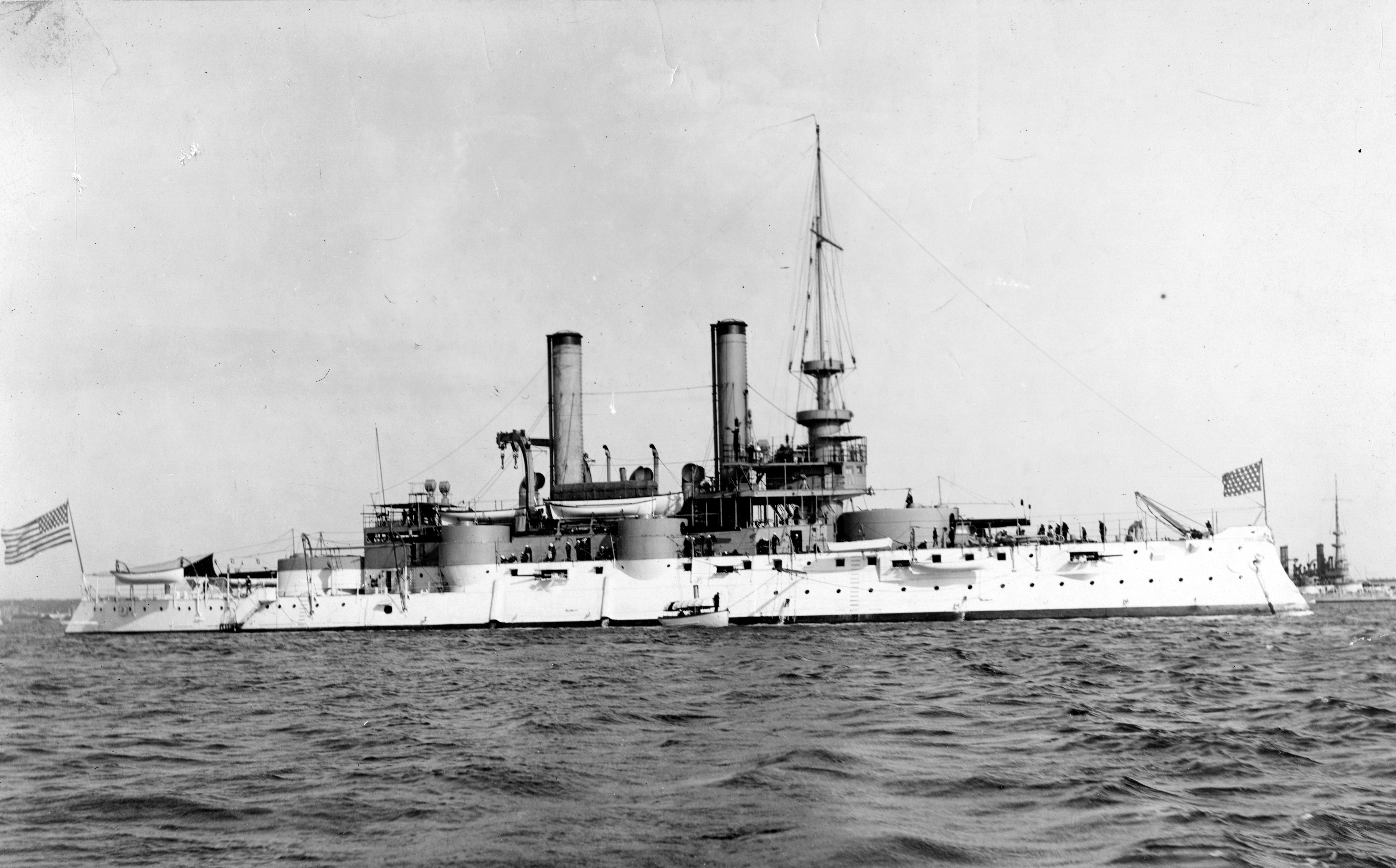
Pancernik USS „Iowa”

Do pokonania eskadry Cervery zaangażowano całe główne siły marynarki wojennej USA (US Navy), która dopiero wstępowała na drogę wyścigu zbrojeń i jedyne duże okręty, jakie wówczas posiadała, to pancerniki klasy przeddrednotów: USS „Indiana”, „Massachusetts” i „Oregon” (typu Indiana), USS „Iowa” (typu Iowa) oraz starszy pancernik przybrzeżny USS „Texas”. USS „Oregon” musiał w tym celu być ściągnięty z zachodniego wybrzeża USA naokoło Ameryki Południowej. Ponadto Amerykanie posiadali wartościowe krążowniki pancerne USS „Brooklyn” i „New York”. Niedobory okrętów Amerykanie uzupełniali między innymi nieopancerzonymi uzbrojonymi jachtami parowymi, odpowiadającymi kanonierkom.
Główne siły amerykańskie były podzielone między Eskadrę Atlantycką kontradmirała Williama T. Sampsona i „Lotną eskadrę” (Flying Squadron) komodora Winfielda Scotta Schleya. Obaj ci dowódcy pozostawali ze sobą do pewnego stopnia w konflikcie, różniąc się cechami charakteru. Lotna Eskadra Schleya nie różniła się wbrew nazwie prędkością od drugiej eskadry, składając się z pancerników USS „Massachusetts” i „Texas”, krążownika pancernego „Brooklyn” (okrętu flagowego) i krążowników pancernopokładowych „Minneapolis” i „Columbia”.
Rano 29 maja, po potyczce z „Colónem”, eskadra Cervery została przyblokowana w zatoce Santiago de Cuba przez siły Lotnej Eskadry. 31 maja do Schleya dołączył Sampson, który przejął kontrolę i zarządził ogólną blokadę portu.
Dopóki Cervera pozostawał w porcie Santiago, jego flota była względnie bezpieczna. Artyleria nadbrzeżna, rozmieszczona przy kanale wiodącym do zatoki i w zatoce, wystarczała do pokrycia słabości jego sił, a obszar był chroniony przez miny i inne przeszkody nawigacyjne. Niemniej jednak, okręty hiszpańskie były słabsze od amerykańskich pancerników, a wspomniane wyżej techniczne problemy pogłębiały niepokój Cervery.
2 czerwca Amerykanie podjęli próbę zablokowania Cervery w porcie, przez zatopienie w kanale prowadzącym do zatoki zaopatrzeniowca – węglowca „Merrimac”, ale ta śmiała próba nie powiodła się, gdyż okręt nie zablokował kanału.
Przez ponad miesiąc obie floty stały naprzeciwko siebie. Cervera wiedząc, że w otwartym starciu jego szanse nie są duże, wolał oczekiwać mając nadzieje, że zła pogoda rozproszy amerykańskie okręty i będzie mógł przepłynąć na pozycję bardziej korzystną do walki. Jednakże w tym czasie amerykańskie siły lądowe, pod dowództwem generała Shaftera wylądowały w okolicy Santiago i zaczęły toczyć walki o miasto i port z armią hiszpańską.
Przed końcem czerwca, w związku z postępem wojsk amerykańskich, głównodowodzący wojskami hiszpańskimi w Santiago generał Blanco rozkazał Cerverze ewakuować okręty. Chcąc uratować flotę, Cervera musiał przebić się przez okrążenie.
Przedarcie się było planowane na godzinę 9.00 rano w niedzielę 3 lipca. Pora ta wydawała się najlepsza, gdyż na amerykańskich okrętach o tej porze mogły być prowadzone nabożeństwa, a ucieczka w nocy przez wąski kanał wiązałaby się z ryzykiem. Po południu w sobotę 2 lipca, flota hiszpańska podniosła parę i zajęła pozycję w zatoce do przerwania. Schley, zauważywszy dym nad zatoką, przygotowywał się do bitwy.
Los chwilowo sprzyjał Cerverze. Około 8.45 rano, kiedy jego okręty podniosły kotwice, dwa krążowniki z eskadry Sampsona USS „Minneapolis” i „Columbia” i pancernik USS „Massachusetts” opuściły swoje pozycje, udając się do bazy Guantanamo w celu uzupełnienia węgla i tworząc przerwę w zachodniej części linii blokady. Okręty te nie wzięły udziału w późniejszej bitwie. Co gorsza dla Amerykanów, admirał Sampson na swoim okręcie flagowym również oddalił się na spotkanie z generałem Shafterem, a jego krążownik pancerny USS „New York” był jednym z dwóch okrętów amerykańskich, które były na tyle szybkie, żeby doścignąć Cerverę, gdyby udało mu się przerwać. „New York” wrócił dopiero na końcówkę bitwy.
O 9.35 nawigator na krążowniku pancernym USS „Brooklyn” dostrzegł słup dymu z kominów okrętowych od strony wejścia do zatoki i podniósł alarm.

## Bitwa

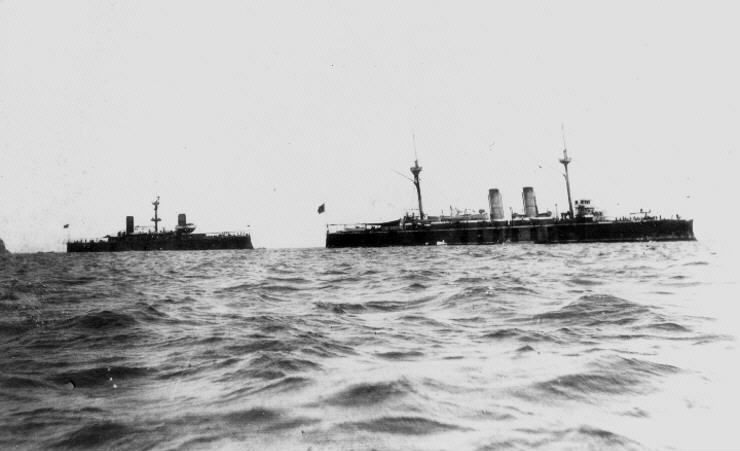
Po lewej: „Cristóbal Colón”, po prawej „Vizcaya”.

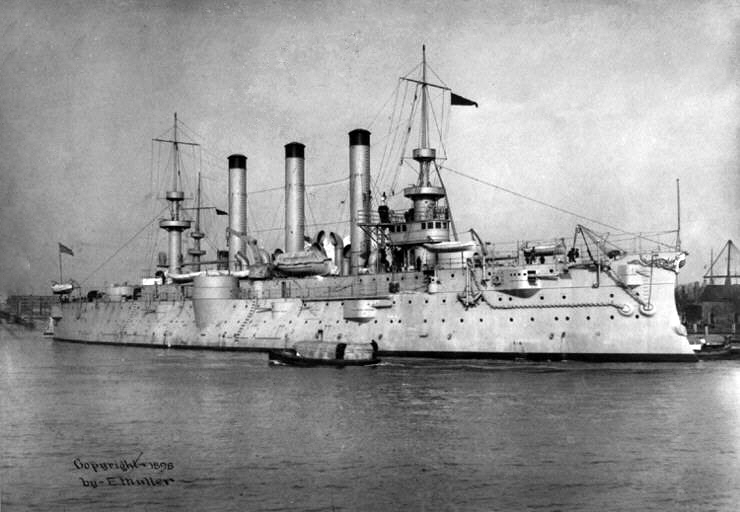
USS „Brooklyn”

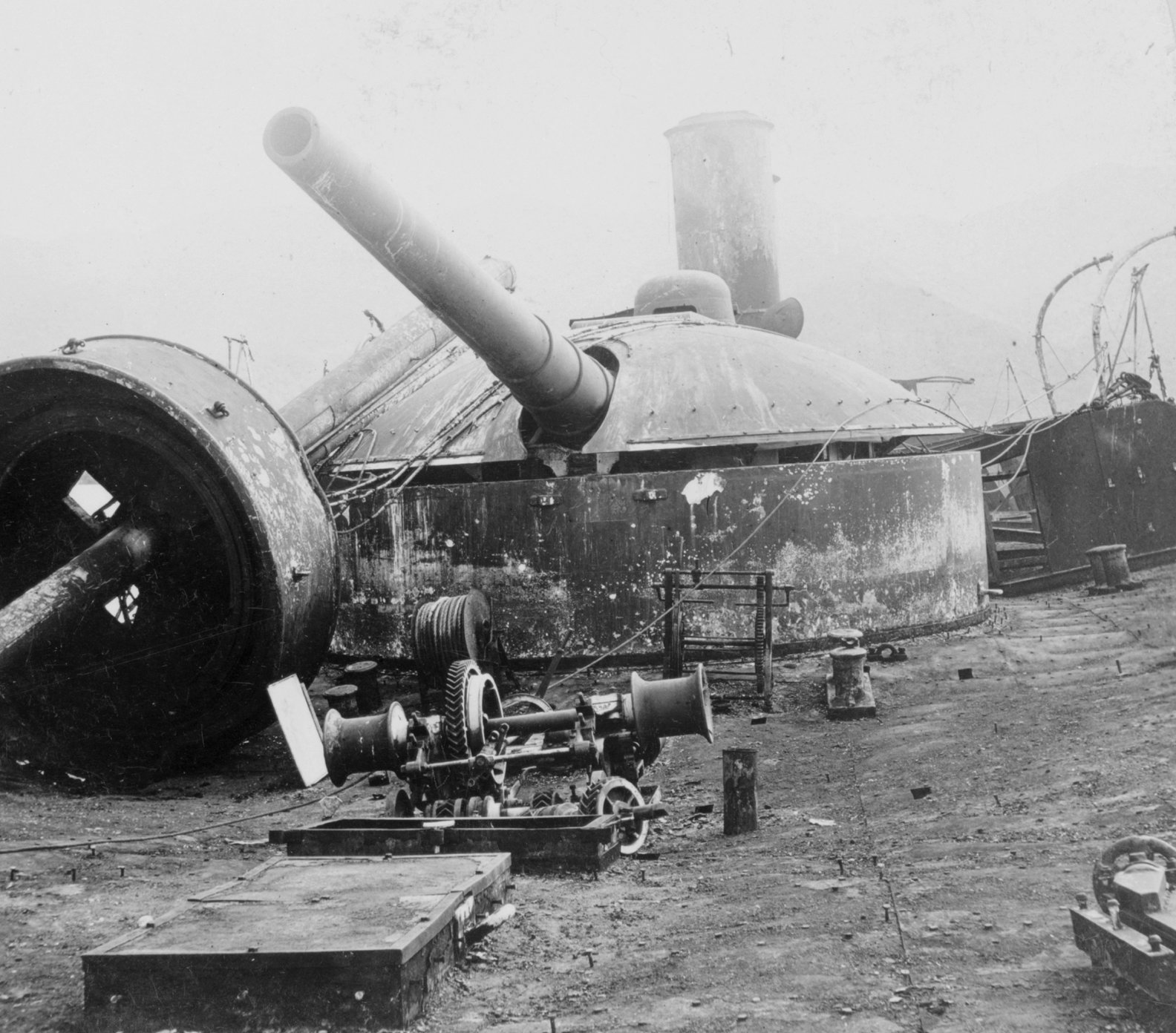
Zniszczony krążownik „Vizcaya”

Hiszpańskie okręty zaczęły wypływać z zatoki Santiago około 9.45, płynąc w szyku torowym: krążowniki pancerne „Infanta Maria Teresa” (okręt flagowy), „Vizcaya”, „Cristóbal Colón” i „Almirante Oquendo” oraz niszczyciele „Furor” i „Pluton”, w odstępach około 7-minutowych. Hiszpańskie krążowniki, oprócz „Colona”, były tego samego typu Infanta Maria Teresa. Ich główna artyleria składała się z 2 dział kaliber 280 mm i 10 dział 140 mm. Okręty hiszpańskie, płynąc z maksymalną prędkością i wyrzucając kłęby czarnego dymu, obrały kurs południowo-zachodni, chcąc wyrwać się na otwarte morze, uprzedzając reakcję amerykańską.
Amerykanie z kolei utrzymywali również szyk torowy, płynąc z połową prędkości maksymalnej w kierunku Hiszpanów, w zamiarze zamknięcia luki. Formacja ich składała się z okrętu flagowego – krążownika pancernego USS „Brooklyn”, pancernika przybrzeżnego USS „Texas”, uzbrojonego jachtu „Vixen”, pancerników USS „Oregon” i USS „Iowa”, jachtu „Gloucester” i w końcu pancernika USS „Indiana”. Na wprost wyjścia z kanału znajdowały się „Brooklyn” i „Texas”.
Bitwa rozpoczęła się natychmiast. Amerykańskie okręty wykonały zwrot w kierunku zachodnim, otwierając ogień. Jedynie okręt flagowy Schleya wykonał nagły i niespodziewany zwrot na wschód, o mało nie powodując kolizji z pancernikiem „Texas”. Przyczyny podjęcia tego manewru nie zostały wyjaśnione, lecz w sposób raczej niezamierzony pokrzyżował on też zamiar Cervery staranowania „Brooklyn” swoim okrętem flagowym „Maria Teresa”.
„Infanta Maria Teresa” stała się pierwszoplanowym obiektem ognia amerykańskiego. Po zwrocie amerykańskiej linii na północny zachód, okręt Cervery znalazł się pośrodku amerykańskich pozycji, mając po obu stronach amerykańskie pancerniki i będąc przez nie ostrzeliwany. Nie chcąc dopuścić do zniszczenia reszty swoich sił, Cervera zasygnalizował flocie, aby kontynuowała kurs na zachód, a sam wbił się dalej w szyk amerykański. Po ostrzale, „Maria Teresa” zaczęła się palić, po czym została skierowana przez admirała na płycizny koło brzegu Kuby i tam została osadzona na brzegu.
Reszta hiszpańskiej floty podążała w dalszym ciągu na zachód w stronę otwartego morza. Po zniszczeniu „Marii Teresy”, najbliższym okrętem dla Amerykanów stał się „Almirante Oquendo”, który teraz znalazł się pod wyjątkowo ciężkim ostrzałem. Walczył on dzielnie, otrzymując wiele trafień, które spowodowały duże straty wśród jego załogi. Jego dziobowe działo 280 mm wybuchło na skutek trafienia przez pocisk 203 mm. „Oquendo” również został osadzony na płyciźnie około godziny 10.30, po czym zatonął, łamiąc się na dwie części na skutek uszkodzeń. Jego dowódca, kapitan Lazaga, został śmiertelnie ranny. Do zatopienia obu hiszpańskich niszczycieli wystarczyło jedynie kilka trafień pocisków dużego kalibru, przy czym znaczny udział w ich zatopieniu miał jacht „Gloucester”. „Furor” był jedynym okrętem, który zatonął na głębokiej wodzie.
Kolejny z hiszpańskich okrętów, krążownik „Vizcaya” toczył pojedynek artyleryjski z płynącym równolegle krążownikiem USS „Brooklyn”. Z powodu nieoczyszczonego kadłuba „Vizcaya” nie mógł osiągnąć prędkości większej niż około 15 węzłów i nie mógł uciec nawet pancernikom, które już zdążyły nabrać prędkości. „Vizcaya” otrzymał sporo trafień, także z pancernika USS „Oregon”, lecz ogień hiszpański był nieskuteczny – w większości niecelny z uwagi na słabe wyszkolenie hiszpańskich artylerzystów (według innej wersji, duża część hiszpańskiej amunicji trafiała, lecz była wadliwa i nie powodowała żadnego efektu). W czasie tego pojedynku, pocisk „Vizcayi” zabił jedynego amerykańskiego marynarza poległego w tej bitwie, raniąc kilku innych. Po trafieniu prawdopodobnie pociskiem pancernika, które urwało dziób „Vizcayi”, okręt również wyrzucił się na brzeg, około 18 mil morskich od wyjścia z zatoki.
W przeciągu około godziny i kwadransa hiszpańska eskadra karaibska została całkowicie zniszczona. Tylko „Cristóbal Colón” na razie zdołał uciec, płynąc najbliżej brzegu. Udało mu się wyprzedzić „Vizcayę” i kontynuował ucieczkę na zachód. Schley kontynuował pościg siłami okrętów USS „Brooklyn” i USS „Oregon”. Około godziny 12.30 „Colon” zaczął zwalniać. Po dostaniu się w zasięg dział pancernika „Oregon”, „Colon” został skierowany na brzeg i zatonął na płyciźnie, około 75 mil od Santiago.

## Wynik
Bitwa zakończyła się jednym z najbardziej spektakularnych i totalnych zwycięstw na morzu, kończąc zbrojną obecność Hiszpanii w Ameryce Środkowej. Dane odnośnie do strat hiszpańskich są rozbieżne, niektóre źródła podają 474 zabitych i kilkuset rannych. Straty amerykańskie wyniosły 1 zabitego i kilkudziesięciu rannych. Uszkodzonych zostało kilka okrętów amerykańskich, lecz poważnie tylko jacht „Vixen”. Relacje hiszpańskie przyznają, że amerykańscy marynarze z poświęceniem ratowali hiszpańskich rozbitków oraz traktowali ich, włącznie z admirałem Cerverą, z pełnymi honorami.
Amerykanie próbowali następnie wcielić okręty „Infanta Maria Teresa” i „Cristobal Colón” do swojej marynarki, lecz „Colón” zatonął przy próbie ściągnięcia ze skał, a „Teresa” podczas holowania. Amerykanie ponadto zdobyli i podnieśli zatopiony w zatoce Santiago krążownik (nieopancerzony) „Reina Mercedes”, który nie wziął udziału w próbie przebicia się z uwagi na kiepski stan maszynowni. Służył on w marynarce amerykańskiej aż do 1957 roku jako okręt szkolny, później hulk.